# Varjão (Distretto Federale)
Varjão è una regione amministrativa del Distretto Federale brasiliano.